# 対照実験
対照実験（たいしょうじっけん、英: control experiment）とは、科学研究において、結果を検証するための比較対象を設定した実験。コントロール実験とも呼ばれる。条件の差による結果の差から、実験区の結果を推し量る基準となり、実験の基礎となる。1つの条件のみ変更し他条件は一致させるようにする。

## 方法
薬の臨床試験であれば、効果のない偽薬と、新たに開発した薬剤とを投与する2つの実験群をおくが、偽薬を与えられた方が対照実験となる。対照実験の対象となるグループをコントロールグループ（統制群）と呼ぶ。また、対照実験には陰性対照（ネガティブコントロール、NC）と陽性対照（ポジティブコントロール、PC）の二種類ある。いずれも結果があらかじめわかっている対照群であるが、前者は結果に影響を及ぼさないものであり、先の例では偽薬があてはまる。一方、陽性対照は効果があることがわかっている対照群であり、薬剤の例で言えば、既に臨床試験をクリアした（本試験対象の薬剤に期待される効果と、同種の効果が実証された）薬剤があてはまる。
また、PCRや菌検査にもネガティブコントロールやポジティブコントロールは用いられる。これは、増幅したDNAや、培養された微生物が、実験者のDNAや、空中落下塵によるコンタミネーション（汚染）によらないことを証明するためである。

## 意義
対照実験を行うことによる意義として、結果の差を推計統計学的に考慮して、有意差があったかどうかを判断できるという点がある。また、その差の大きさによって、効果がどれほどあったのかという点についても知ることもできる。
また、薬剤の臨床試験の場合、偽薬効果を排除できるということがある。対照実験を行わない場合、被験者がその効果を期待することによって、本来の効果以上の変化が起きてしまう可能性がある。対照実験では偽薬を与えられた被験者も偽薬であることは知らないため、そのバイアスを取り除くことができる。偽薬#偽薬効果も参照。